# Граммофон веков
Граммофон веков — рассказ Ефима Давыдовича Зозули. Написан в 1919 году.

## Описание сюжета
К изобретателю Куксу пришёл его старый друг Тилибом. Кукс доделал «Граммофон веков» — аппарат считывающий звуки человеческого голоса и вообще всякие звуки, запечатленные в виде особых невидимых бугорков на всех неодушевленных предметах, вблизи которых они раздаются. Бугорки могут сохраняться веками. Друзья решают проверить аппарат (хотя предварительно он опробован — прослушан кабинет, от начала его постройки — за 10 лет до социализма). Слушают столовую, слышат голос умершей жены Кукса, тысячи обыденных слов. Вдруг раздается голос молодого Тилибома, он признается в любви жене Кукса. Следом Кукс ругает Тилибома за глаза, называя его «старым канальей». Они выслушали многое нелестное о себе, сказанное в разное время устами обоих. Тилибом не раз пытался соблазнить жену друга, но оказалось, что ее соблазняли другие друзья. Кукс предлагает помириться: «Мы стоим друг друга. Но забудем об этом. Все это минувшее. А следующее поколение будет прекрасно. Новый человек будет умнее нас». Тилибом соглашается.
Они идут по улице социалистической утопии второй половины XX века, всюду солнечно, звучит приятная музыка. Они слушают старую улицу — кого-то бичуют, нищие просят подаяние, слышен погром. У аппарата собираются зеваки. Люди слушали живые жуткие звуки ушедшей жизни и воспринимали их точно в кошмаре. Кукc не знает, какое применение найдет «Граммофон веков». Люди не понимают его. В социалистических школах учат больше строительству будущего, чем знакомят с делами прошлого. Он решает сдать аппарат в Академию.
Целую неделю в Академии наук испытывали «Граммофон веков», что вызвало два несчастья — когда-то под дубом (у которого прошло одно из испытаний) расстреливали человека, и поистине ужасна была мольба обреченного: — Стреляйте, только не в лицо! Эта просьба кем-то неизвестно когда убиваемого человека произвела столь удручающее впечатление, что чуткий создатель «Новой этики» начал биться головой о землю и, как выяснило дальнейшее его поведение, сошел с ума. Когда аппарат в другом саду начал воспроизводить сцену истязания мужика помещиком и сад огласился жуткими воплями истязуемого, присутствовавший среди ученых старый революционер вдруг бросился к аппарату, повалил его и начал топтать ногами.
На заседании изобретателю сказали: «Ваше изобретение велико, но совершенно бесполезно. Пусть будет навеки проклят старый мир! Нам не нужны его стоны, нам не нужны его ужасы». Тилибом говорит, что потерял покой от аппарата. Помимо личной мерзости, — продолжал Тилибом, — в ушах моих постоянно звучат стоны, крики, проклятия и ругань, которыми был переполнен старый мир. Кукс вдруг вскочил и начал добивать машину и топтать ее ногами, как тот революционер в Академии.

## Отзывы и анализ
Александр Иосифович Дейч в статье «Ефим Зозуля» описывает основу рассказа: «Ненависть к старому миру владеет писателем с такой силой, что он не видит в прошлом ничего, кроме страданий и ужасов. Позже он поймёт, что новый мир в своих созидательных трудах воспользуется лучшим из того, что осталось ему в наследство от прошлого, но сейчас он одержим страстным пафосом отрицания и разрушения…»
И. А. Тортнова в статье «Зозуля Ефим Давидович» называет эту символическую и философско-сатирическую сказку важным этапом творчества автора; в ней и некоторых других социально-бытовые темы воплощаются в аллегорических образах и ситуациях. Как отметила критика, в это время «Зозуля теряет свой обычный объект наблюдения и переходит к романам-фантазиям, романам-утопиям».